# Pont de l'Art
Le pont de l'Art (en macédonien : Мост на уметноста) est un pont piétonnier situé sur le fleuve Vardar, dans le centre de Skopje, la capitale de la Macédoine du Nord. Le pont comporte de nombreuses statues de nombreux artistes et musiciens macédoniens. Il a été construit dans le cadre du grand projet Skopje 2014, avec un coût de construction estimé à 2,5 millions d'euros. Le pont comprend 29 sculptures, 14 de chaque côté et une au centre. Il mesure 83 mètres de longueur et 9 mètres de largeur, tandis que la partie centrale du pont fait 12 mètres de large.

## Statues
| - Vojdan Černodrinski. - Živko Čingo. - Jordan Džinot. - Stefan Gajdov. - Adem Gajtani. - Vasil Iljoski. - Slavko Janevski. - Blaže Koneski. - Dimitar Kondovski. - Nikola Martinoski. - Petar Mazev. - Vančo Nikoleski. - Vlastimir Nikolovski. - Dimitar Pandilov. - Murteza Peza. - Stale Popov. - Toše Proeski. - Trajko Prokopiev. - Grigor Prličev. - Petre Prličko. - Kočo Racin. - Todor Skalovski. - Aco Šopov. - Nikola Vapcarov. - Nedžati Zekirija. |